# George Kekelidze
George Kekelidze (en georgiano გიორგი კეკელიძე; Ozurgueti, 10 de abril de 1984) — es un poeta, novelista, prosista, guionista, ensayista, profesor, presentador de televisión georgiano, director general de la Biblioteca Nacional del Parlamento de Georgia (de 2012 a 2024) hasta enero. Director creativo de «Biblus».
Fundador del Museo del Libro, fundador del Museo da la Prensa. Autor y implementador de la idea de bibliotecas de cuadrados de la ciudad de Georgia. Iniciador de la creación de bibliotecas georgianas en el extranjero. Fundador y presidente de la «Sociedad de Difusión de la Alfabetización» desde enero de 2024. 
Kekelidze es el ganador del premio «Saba», el ganador del premio Tsinandali, el fundador y editor jefe de la biblioteca electrónica lib.ge (2006-2012).
Fundador del movimiento educativo #Equilibrio. Iniciador del Día de la donación de libros en Georgia (23 de abril).
Nació en la ciudad de Ozurgeti en 1984. 
Estudió en la escuela secundaria N 1 que lleva el nombre de Egnate Ninoshvili en Ozurgeti. Cuando era niño, pasó mucho tiempo en los pueblos de sus antepasados, Surs y Natans.
En 2001-2009 estudió en la Facultad de Filología de la Universidad Estatal de Tbilisi. Recibió el título de Maestría en Humanidades.
Sus libros han sido traducidos a muchos idiomas del mundo y es considerado una de las principales figuras educativas de Georgia. 
Ha organizado bibliotecas casi en 2000 pueblos georgianos y 100 en diferentes ciudades del mundo.